# Onopordum prjachinii
Onopordum prjachinii là một loài thực vật có hoa trong họ Cúc. Loài này được Tamamsch. mô tả khoa học đầu tiên năm 1963.